# RONJA
 (avril 2023).

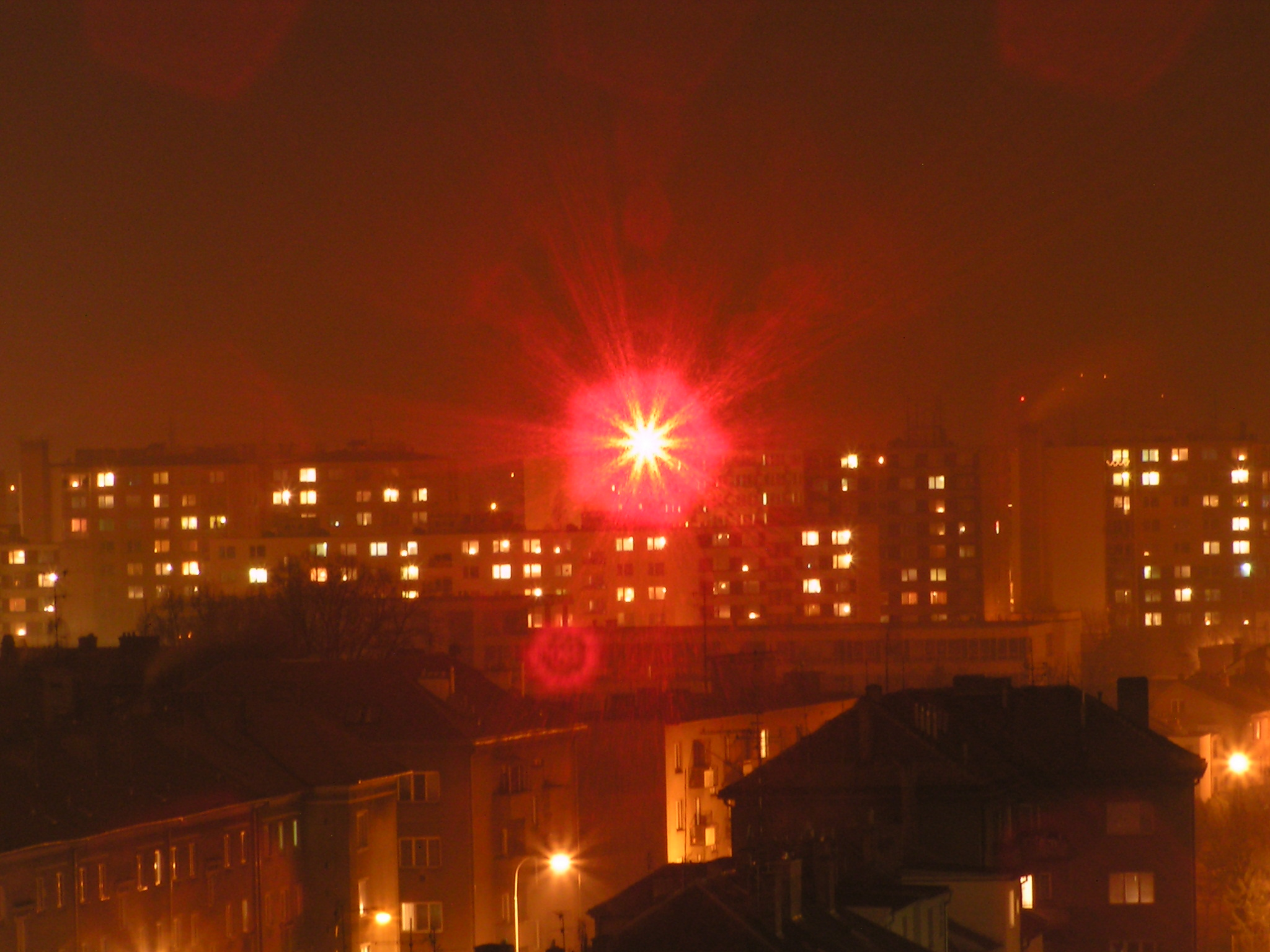
Une seule DEL haute luminosité avec une lentille simple loupe crée un faisceau lumineux étroit permettant de transmettre un flux vidéo sur le quartier. Quelques pas à côté et le faisceau devient invisible.

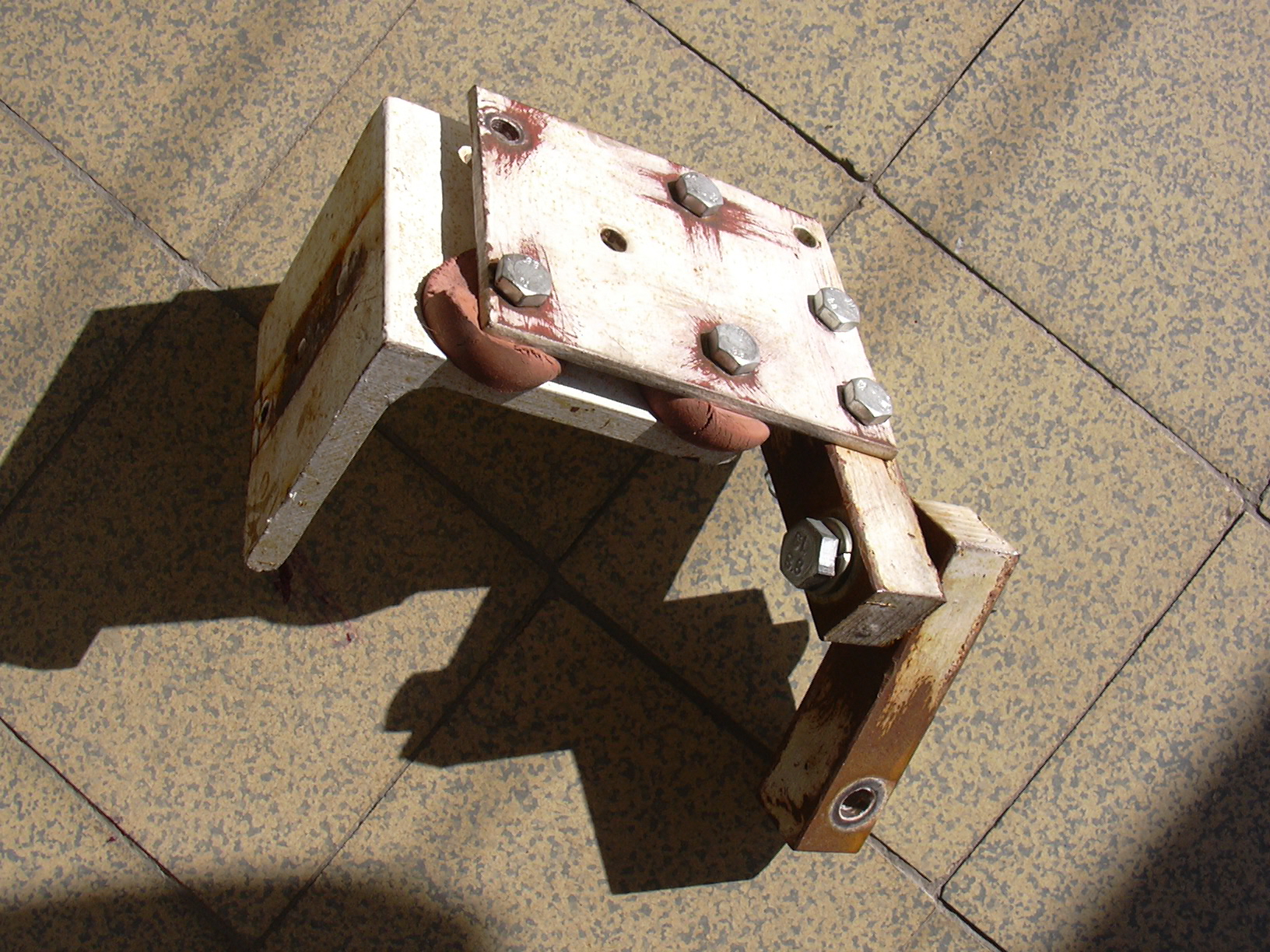
Trois boulons encollés avec une pâte caoutchouc rose permettent de faciliter l'ajustement de la direction de la tête optique avec un rapport 1:300. Le verrou sur le côté droit est une partie d'un mécanisme d'ajustement approximatif de pointage qui permet à la tête optique d'être alignée dans pratiquement n'importe quelle direction.

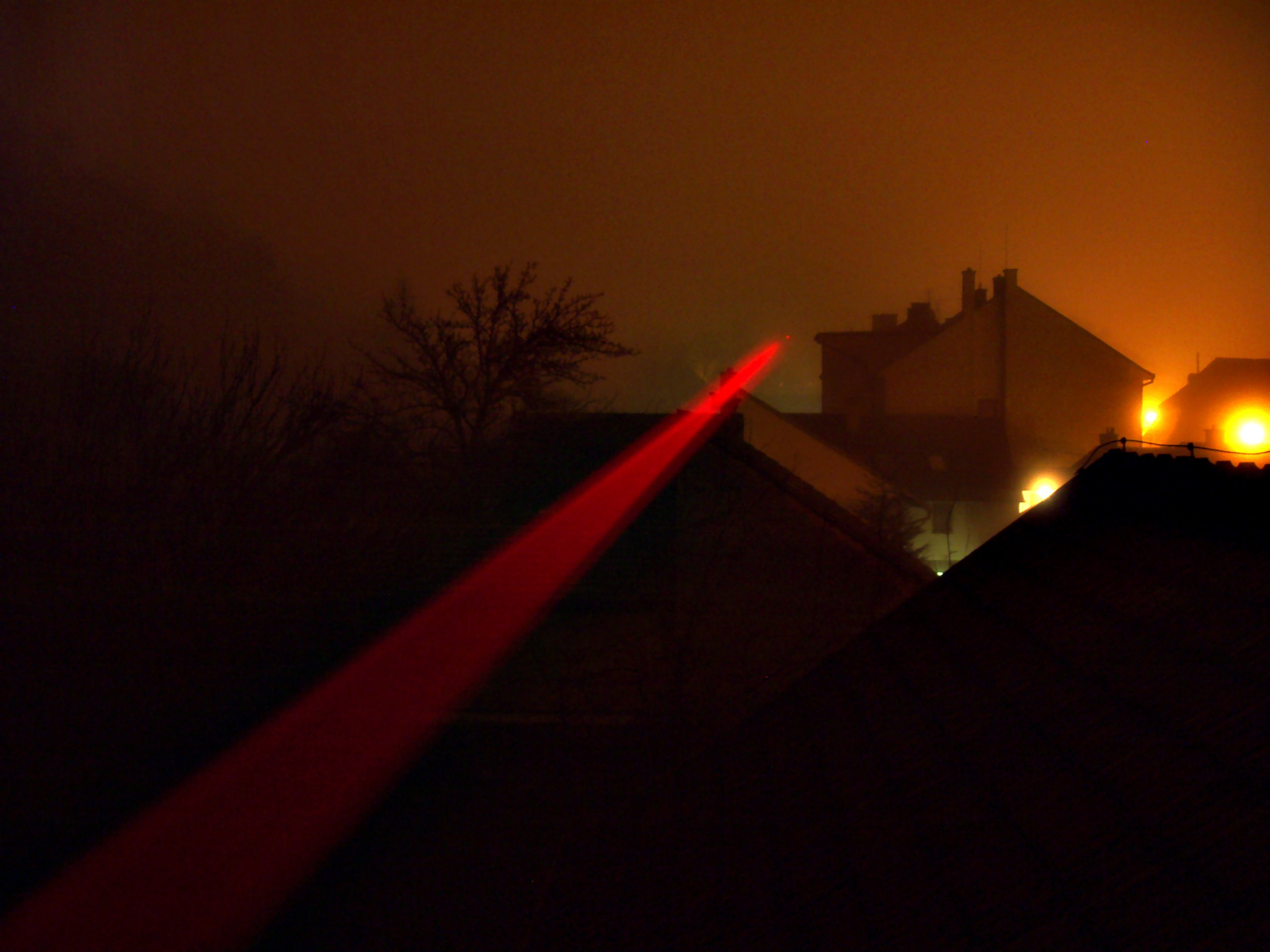
Image artificiellement renforcée d'une situation où un RONJA ne fonctionne plus en raison d'un épais brouillard.

RONJA (Reasonable Optical Near Joint Access, littéralement Accès optique raisonnable de proximité) est un appareil de communications optiques en espace libre en provenance de République tchèque développé par Twibright Labs. Il permet la transmission de données sans fil en utilisant des faisceaux de lumière et peut être utilisé pour remplacer un segment de LAN en atteignant 10 MBit/s en full duplex Ethernet.
La portée de la configuration de base est de 1,4 km (0,9 mile). Le dispositif se compose d'un récepteur/émetteur dans un tuyau (tête optique) monté sur un pied robuste et réglable. Deux câbles coaxiaux sont utilisés pour connecter l'installation sur le toit avec un module traducteur installé dans la maison près d'un ordinateur ou commutateur. La portée peut être étendue à 1,9 km (1,2 mille) en doublant ou en triplant le diamètre du tuyau (et la lentille) de l'émetteur.[réf. nécessaire]
Les plans et schémas de fabrication sont publiés sous licence de documentation libre GNU et la partie logicielle est composée uniquement de logiciels libres.

## Construction par des personnes néophytes
Les instructions de fabrication sont écrites avec l'idée que le constructeur est inexpérimenté. Les opérations de base comme le forage, la soudure, etc., sont expliquées. Plusieurs techniques – forage des modèles, vérifications détaillées après la soudure, procédures d'essais – sont employées afin de minimiser les erreurs à des endroits critiques et d'aider à accélérer les travaux. Les circuits imprimés sont téléchargeables prêts à l'emploi. Des personnes sans expérience préalable à la construction de matériel électronique ont signalé sur la liste de diffusion que l'appareil tournait dès la première tentative.
Environ 153 installations dans le monde ont été enregistrées dans la galerie.

## Modèles
- Ronja Tetrapolis : portée de 1,4 km (0,87 mile), lumière rouge visible. Connecteur RJ45 vers une carte réseau ou un commutateur réseau.
- Ronja 10M Metropolis : portée de 1,4 km (0,87 mile), lumière rouge visible. Connecteur Attachment Unit Interface.
- Ronja Inferno : portée de 1,25 km (0.78 mile), lumière infrarouge invisible.
- Ronja Benchpress : périphérique de mesure pour le développement et la mesure du gain lentille/DEL et calcul de la portée.

## Limitations
Par définition, une bonne visibilité entre l'émetteur et le récepteur est essentielle. Si le faisceau est obscurci d'une quelconque façon, le lien ne fonctionnera plus. Généralement, les problèmes se produiront suivant les conditions de densité du brouillard, ou de la neige.
Une topologie de réseau en étoile (du type utilisé dans un LAN sans fil) n'est pas possible en raison des liens directs privilégiés.

## Technologie

### Aperçu du système
Un système Ronja complet est constitué de 2 couples émetteurs/récepteurs, 2 émetteurs optiques et 2 récepteurs optiques. Ils sont assemblés individuellement ou en combinaison.

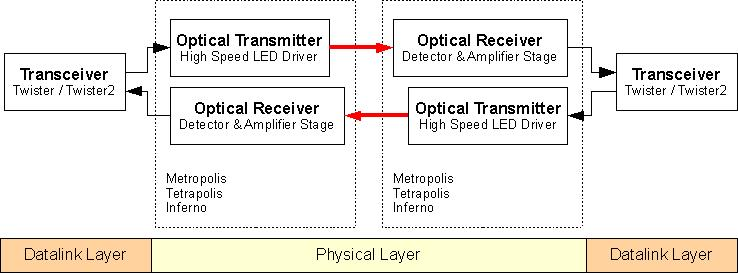
Schéma d'un système RONJA duplex.

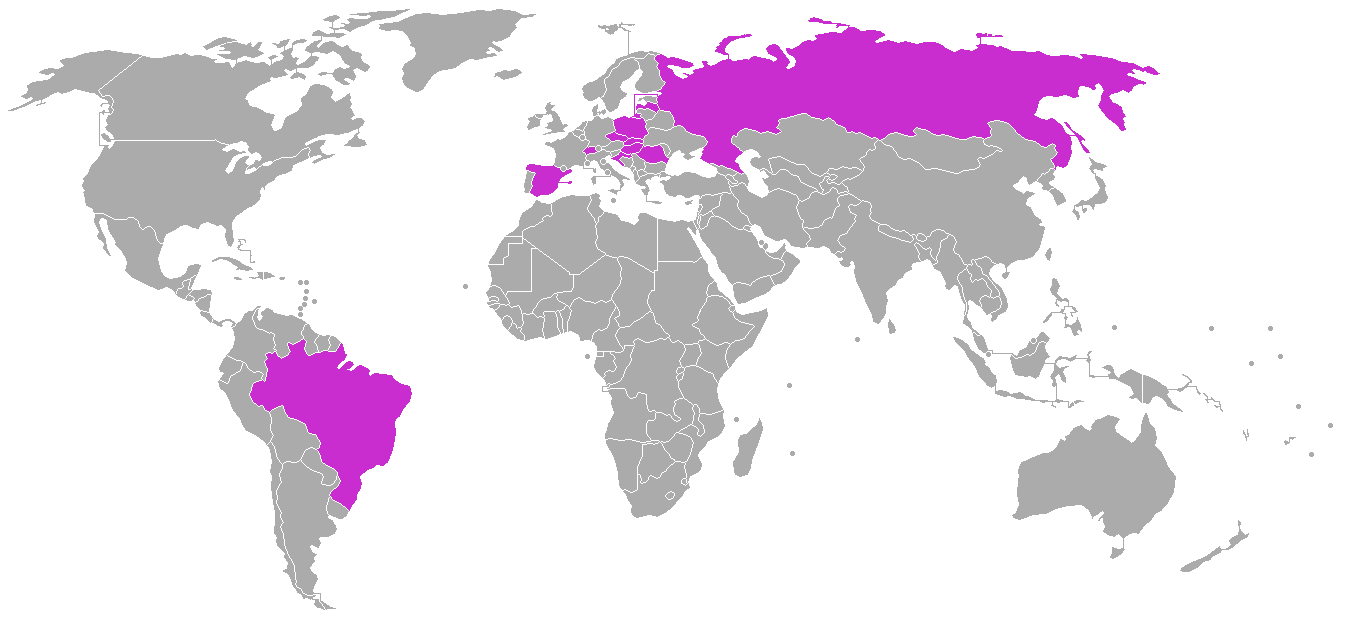
Carte montrant la répartition des 153 installations enregistrées de Ronja le 2007.

 (octobre 2015).

### Transceiver - Ronja Twister
Ronja Twister est une interface électronique pour les liens de communications optiques en espace libre basée sur des compteurs et des registres à décalage. Le Ronja Twister fait partie des composants de Ronja. C'est un émetteur-récepteur Ethernet sans la partie émission qui est elle assurée par d'autres modules Ronja.
La conception originale a été remplacée avec Twister2, toutefois, le circuit logique est resté le même.

## Organisation
L'ensemble de la chaîne de fabrication est strictement fondée sur des outils libres et les fichiers source sont fournis librement dans le cadre de la GPL. Cela permet à quiconque d'entrer dans le développement, la fabrication ou de commencer à investir dans la technologie sans barrières à l'entrée. On ne perd pas de temps dans la résolution des problèmes de compatibilité entre les applications propriétaires, ni dans la négociation des coûts de licences de propriété intellectuelle. La décision de concevoir le projet de cette façon a été inspirée par l'observation de l'efficacité de l'organisation des logiciels libres.
Fin 2001, Ronja est devenu le premier dispositif de  communication optique libre mondial à 10 Mbit/s.[réf. nécessaire]